# Соната для фортепиано № 30 (Бетховен)
Соната для фортепиано № 30 ми мажор, op. 109, написана Бетховеном в 1820 году и посвящена Максимилиане Брентано, дочери близкой подруги композитора, Антонии Брентано.
Произведение характеризуется достаточно вольным подходом к традиционной сонатной форме, наиболее ярким является третья часть, представляющая собой несколько различных вариаций основной темы.
В сонате три части:
1. Vivace ma non troppo — Adagio expressivo:
2. Prestissimo:
3. Andante, molto cantabile con espressivo. Вариации: